# August Dicke

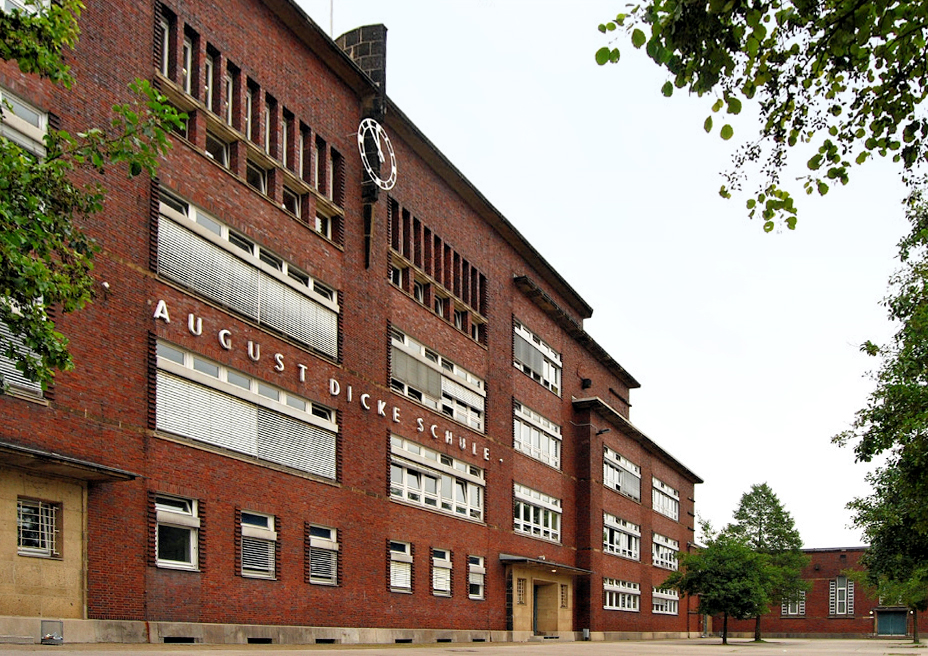
Die August-Dicke-Schule erinnert mit ihrem Namen seit 1929 an den ehemaligen Oberbürgermeister der Stadt.

August Dicke (* 17. Juli 1859 in Schwelm; † 22. März 1929 in Solingen) war ein deutscher Kommunalpolitiker und langjähriger Oberbürgermeister von Solingen.

## Jugend und Ausbildung
August Dicke wurde als Sohn des Rentners David Dicke und der Louise Dicke, geb. Penner, geboren. Nach dem Besuch des Gymnasiums in Bielefeld, das er mit Ablegung der Reifeprüfung im Jahr 1880 verließ, studierte er bis 1883 Rechtswissenschaft an den Universitäten Heidelberg, Leipzig und Berlin. In Heidelberg wurde er 1881 Mitglied des Corps Vandalia Heidelberg. Die 1. juristische Prüfung legte Dicke am 8. Februar 1884 ab, mit anschließender Vereidigung als Gerichtsreferendar am 15. März. Zum 1. Dezember 1888 erhielt er die Ernennung zum Gerichtsassessor, bei gleichzeitiger Zuweisung zum Amtsgericht Schwelm. Am 9. April 1892 wurde Dicke dann zur „informatorischen“ Beschäftigung an die Stadtverwaltung überwiesen, zwecks Vorbereitung auf seine künftigen Aufgaben. Vier Monate darauf erfolgte am 12. August 1892 seine Wahl zum Beigeordneten der Stadt Elberfeld. Die Bestätigung von höchster Stelle erging am 17. Oktober 1892. Nach vierjähriger Tätigkeit wurde Dicke am 24. Juni 1896 in der Nachfolge des zum 1. Juli ausscheidenden Friedrich Haumann zum Bürgermeister von Solingen gewählt.

## Oberbürgermeister von Solingen

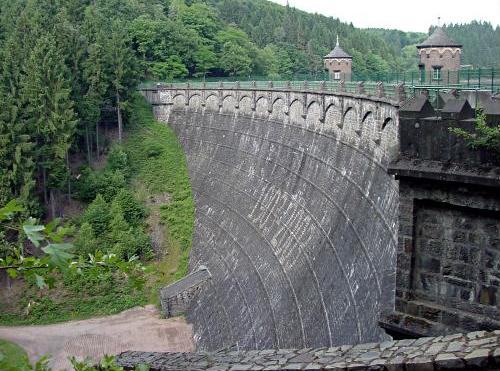
Die Sengbach-Talsperre zur Versorgung Solinger Haushalte mit Trinkwasser wurde auf Initiative von Dicke gebaut.

Nach der Bestätigung vom 26. Juli 1896 wurde Dicke am 31. August in sein Amt eingeführt. Wie seinem Vorgänger wurde ihm am 10. November 1897 der Titel Oberbürgermeister verliehen. Er blieb in dieser Stellung mehr als 30 Jahre bis 1928 und avancierte so zum dienstältesten Stadtoberhaupt der Rheinprovinz. Vorausgegangen waren die Wiederwahlen vom 12. Juli 1907 (Bestätigung 18. Mai 1908) und 23. März 1920, wobei mit letzterer eine Amtszeitverlängerung bis zum 30. September 1927 verbunden war. Im Anschluss versah er bis zum 31. März 1928 die Verwaltung der Stadt kommissarisch. 
Dass Dicke über einen so langen Zeitraum und durch die schwierigen Zeiten des Ersten Weltkrieges und der Weimarer Republik Oberbürgermeister von Solingen blieb, zeugt von einer besonderen Persönlichkeit sowie von Überzeugungskraft, Innovationsfähigkeit und geistiger Unabhängigkeit. Ein Beispiel für Dickes Zielstrebigkeit war die Einrichtung der Volksküchen im Jahre 1920 gegen politischen Widerstand von allen Seiten. Durch seine Überzeugungskraft wurden sie dennoch eingerichtet und bis zu 12.000 Mahlzeiten täglich von den Küchen ausgegeben. 
August Dicke war aber nicht nur ein Krisenmanager; er hatte auch langfristige Vorstellungen, die erst über die Jahre hinweg verwirklicht werden konnten. Die wichtigste dieser Visionen, die Zusammenfassung Solingens mit den umliegenden Gemeinden Gräfrath, Höhscheid, Ohligs und Wald zur Großstadt Solingen erlebte er selbst nicht mehr, denn sie wurde erst vier Monate nach seinem Tod offiziell. Andere, nicht minder wichtige Projekte wurden schon zu seinen Dienstzeiten realisiert; hierzu gehörten neue Straßen- und Eisenbahnlinien, der Bau der Sengbachtalsperre und die kommunale Wasserversorgung, die Anlage von Park- und Waldanlagen, ein Schlachthof, die Einrichtung der Stadtbücherei, das neue Krankenhaus und schließlich die Übernahme der Müllabfuhr in die kommunale Verwaltung – letzteres ein in dieser Zeit äußerst innovativer Schritt, mit dem die Stadt Solingen 1909 völliges Neuland betrat. Zudem unterstützte er erfolgreich die Bautätigkeit des Spar- und Bauvereins der Stadt. Dicke ist es zu verdanken, dass die Stadt in den turbulenten Jahren der Weimarer Republik durch seine ausgleichende Art über die Parteigrenzen hinweg, „System Dicke“ genannt, vergleichsweise politisch stabil war.
Trotz all dieser Verdienste um die Stadt war sein Ausscheiden aus dem Amt unrühmlich: Dicke ließ seinem Beigeordneten Matthias Rudolf Vollmar bei der Lobby-Arbeit für sein Projekt Städtevereinigung freie Hand. Die Bergische Arbeiterstimme enthüllte im Oktober 1927, dass Vollmar dabei das Geld mit vollen Händen ausgegeben hatte, um Journalisten für sich einzunehmen und Veranstaltungen zu finanzieren; es wurde sogar ein Film gedreht und ein Buch veröffentlicht. Ein Gutachter allein erhielt 20.000 Reichsmark, die ganze Kampagne kostete nur in Alt-Solingen rund 160.000 Mark. Als Vollmar versuchte, das Protokoll des zuständigen Untersuchungsausschusses zu fälschen, deckte ihn Dicke. Als die Fälschung publik wurde, suchte Dicke um seine sofortige Pensionierung nach.

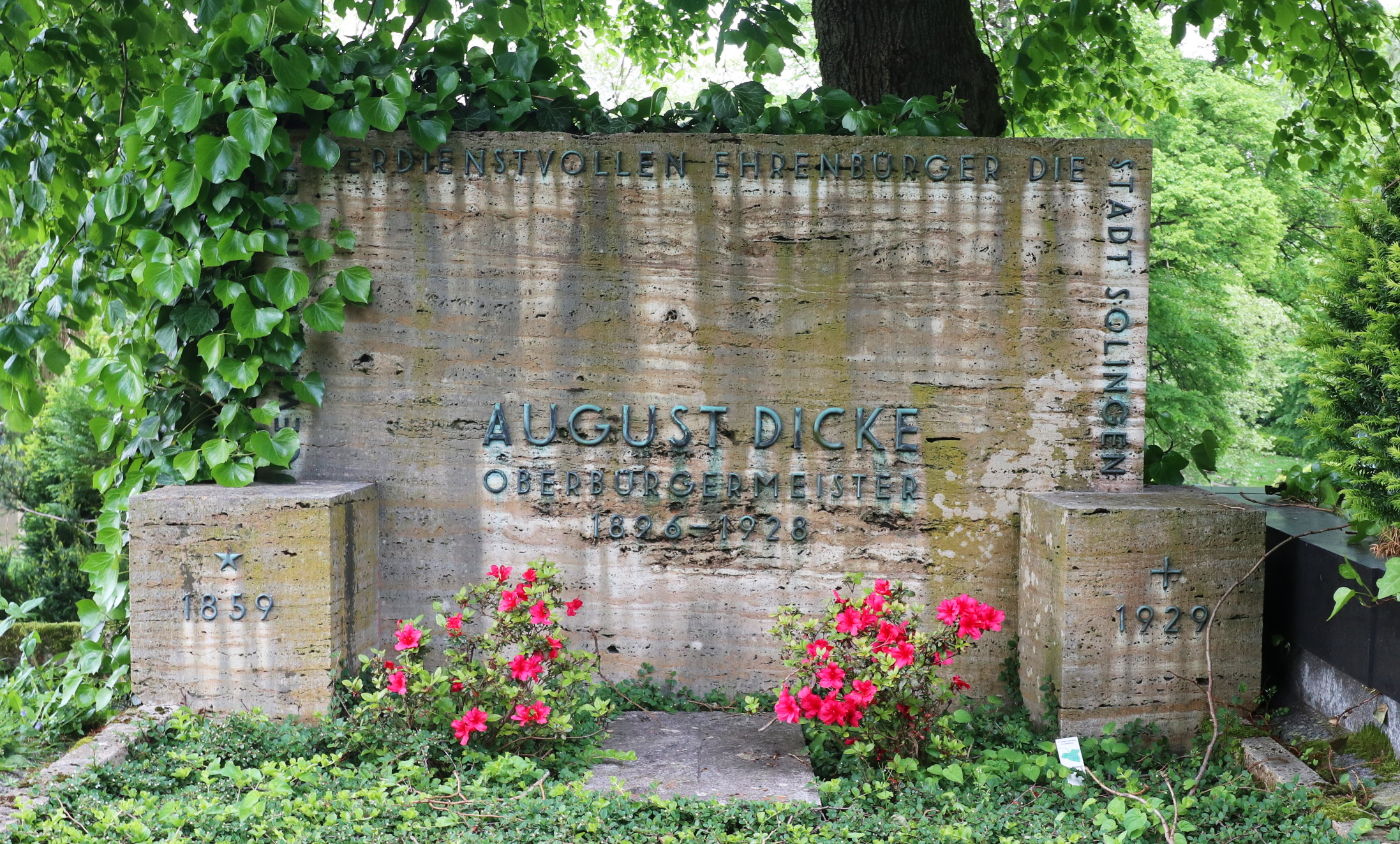
Grabstätte Dickes auf dem Ev. Friedhof Kasinostraße in Solingen

Ein Jahr nach seinem Rückzug aus dem Amt starb er im Jahre 1929. Sein Leichnam wurde auf dem Evangelischen Friedhof Kasinostraße begraben. An Dicke erinnern in Solingen das Gymnasium August-Dicke-Schule und eine nach ihm benannte Straße. Als nach dem Tod von Konrad Adenauer im Jahre 1967 die CDU eine Umbenennung der Schule nach dem ehemaligen Bundeskanzler anstrebte, kam es zu erheblichem Widerstand in der Stadt und von den Schülerinnen der Schule, und das Vorhaben wurde schließlich aufgegeben.
Nach Romeyk war der Protestant August Dicke politisch „gemäßigt liberal bzw. nationalliberal“ ausgerichtet.

## Familie
August Dicke hatte am 2. Mai 1893 in Schwelm Helene geb. Falkenroth geheiratet († 14. Februar 1907), eine Tochter des Rentners Wilhelm Falkenroth und von Cornelia Falkenroth, geb. Schulte. 

## Ehrungen
- 1899 Verleihung des Roten Adlerordens 4. Klasse
- 1908 Verleihung des Königlich Preußischen Kronenordens 3. Klasse
- 1. April 1928 Verleihung der Ehrenbürgerwürde durch die Stadt Solingen